# Magnum opus

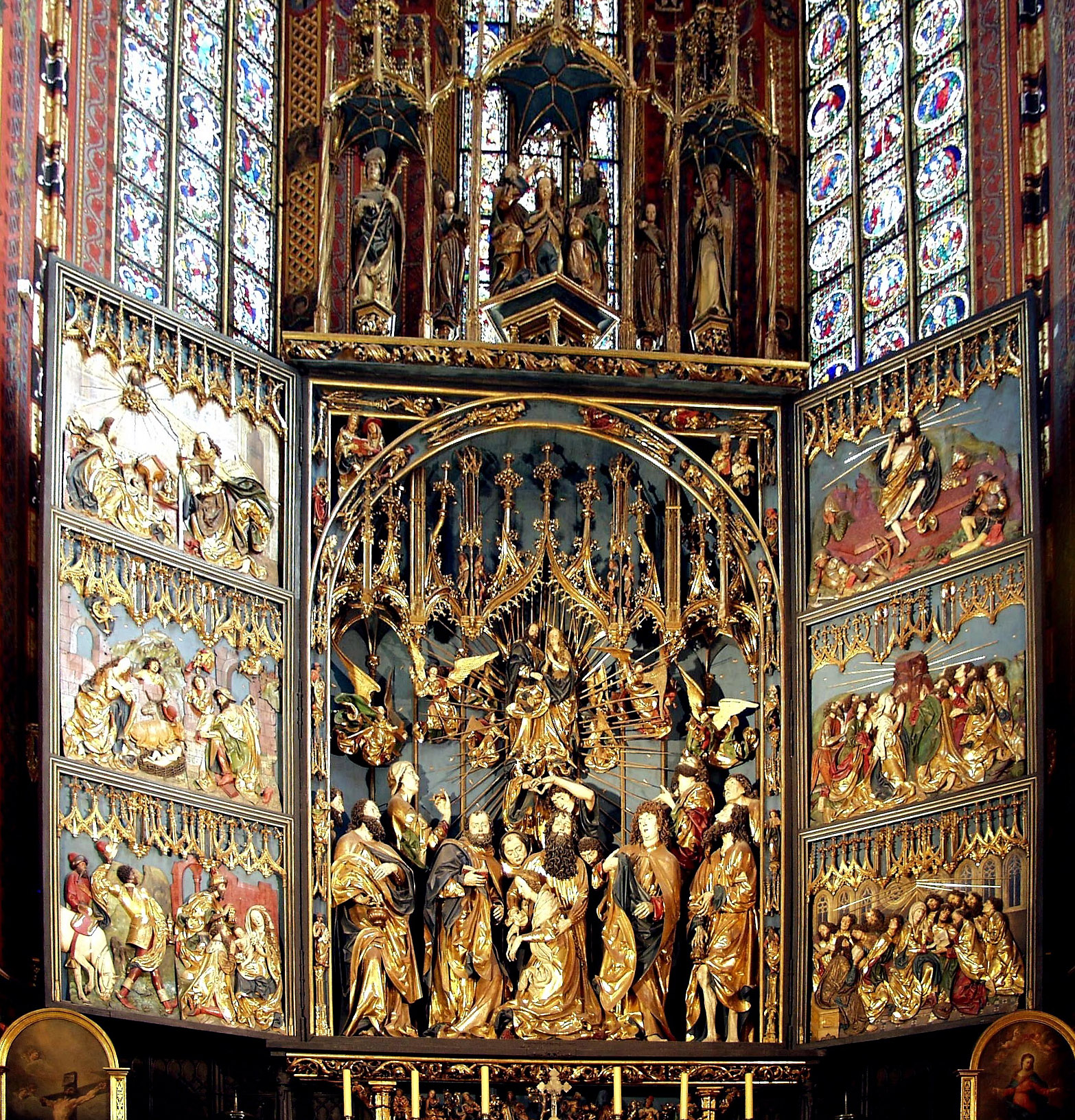
Oltář v kostele Nanebevzetí Panny Marie v Krakově (Polsko).

Magnum opus nebo opus magnum (lat. velké dílo) označuje hlavní, vrcholné nebo nejznámější dílo určitého autora, například spisovatele, malíře nebo skladatele. 

## Použití
Označení opus magnum předpokládá, že takové dílo je jen jedno, což může být sporné. Bývá to to dílo, které se u tohoto autora uvádí v učebnicích a stručných přehledech. Tak je opus magnum M. Koperníka jeho „O oběhu nebeských těles“, K. H. Máchy báseň „Máj“, B. Němcové „Babička“, u J. A. Komenského „Obecná porada“ a podobně.

## Alchymie
V alchymii se jako Opus magnum označovalo hledání kamene mudrců. 